# Nymphaea maculata
Nymphaea maculata är en näckrosväxtart som beskrevs av Heinrich Christian Friedrich Schumacher och Peter Thonning. Nymphaea maculata ingår i släktet vita näckrosor, och familjen näckrosväxter. Inga underarter finns listade i Catalogue of Life.